# C/2016R2 (泛星彗星)
C/2016 R2 (泛星彗星)是使用泛星計畫的望遠鏡在2016年9月7日發現的彗星。這顆彗星在2018年5月最接近太陽的近日點時引起了許多天文學家的注意。據觀測到它有一個非常複雜的尾巴，這被認為是由於彗核的快速旋轉週期導致。
這顆彗星繞太陽運行的週期約為20,000年，軌道半長軸大約740天文單位（太陽 - 地球距離）。發現它與典型的彗星不同，並且發現富含一氧化碳（CO）和藍色的彗髮。藍色被認為來自電離的大量一氧化碳。這顆彗星也被認為富含氮。
這顆彗星在2010年代後期次毫米波望遠鏡仍能觀測到。
這顆彗星於2018年5月最接近太陽，其藍色，藍綠色和塵埃尾巴被認為是天文的新目標。藍色彗星是一種不太常見的彗星類型。

## 圖集

由SPECULOOS項目拍攝的C / 2016 R2（泛星彗星）[7]。

## 外部連結
- Comet C/2016 R2 (PanSTARRS) Information | TheSkyLive.com 的存檔，存档日期2018-01-21.